# Tetraonchus alaskensis
Tetraonchus alaskensis är en plattmaskart. Tetraonchus alaskensis ingår i släktet Tetraonchus och familjen Tetraonchidae. Inga underarter finns listade i Catalogue of Life.